# Welsh International 2017
Die Welsh International 2017 im Badminton fanden vom 29. November bis zum 2. Dezember 2017 in Cardiff statt.

## Sieger und Platzierte
| Disziplin    | Gold                           | Silber                               | Bronze                                     |
| ------------ | ------------------------------ | ------------------------------------ | ------------------------------------------ |
| Herreneinzel | Nhat Nguyen                    | R. M. V. Gurusaidutt                 | Søren Hald                                 |
| Herreneinzel | Nhat Nguyen                    | R. M. V. Gurusaidutt                 | Sam Parsons                                |
| Dameneinzel  | Tanvi Lad                      | Marie Batomene                       | Jordan Hart                                |
| Dameneinzel  | Tanvi Lad                      | Marie Batomene                       | Abigail Holden                             |
| Herrendoppel | Oliver Baczala Michael Roe     | Eloi Adam Samy Corvée                | Nhat Nguyen Paul Reynolds                  |
| Herrendoppel | Oliver Baczala Michael Roe     | Eloi Adam Samy Corvée                | Søren Hald Oliver Thomsen                  |
| Damendoppel  | Lise Jaques Flore Vandenhoucke | Kornelia Marczak Magdalena Witek     | Sara Boyle Rachael Darragh                 |
| Damendoppel  | Lise Jaques Flore Vandenhoucke | Kornelia Marczak Magdalena Witek     | Jessica Hopton Atu Rosalina                |
| Mixed        | Michael Roe Jessica Hopton     | Søren Toft Hansen Pernille Bundgaard | Oliver Baczala Natasha Lado                |
| Mixed        | Michael Roe Jessica Hopton     | Søren Toft Hansen Pernille Bundgaard | Fredrik Kristensen Solvår Flåten Jørgensen |